# 依他苯酮
依他苯酮是一种含氮有机化合物，化学式C
21H
27NO
2，可作为抗心绞痛药用于血管舒張。